# Христофор

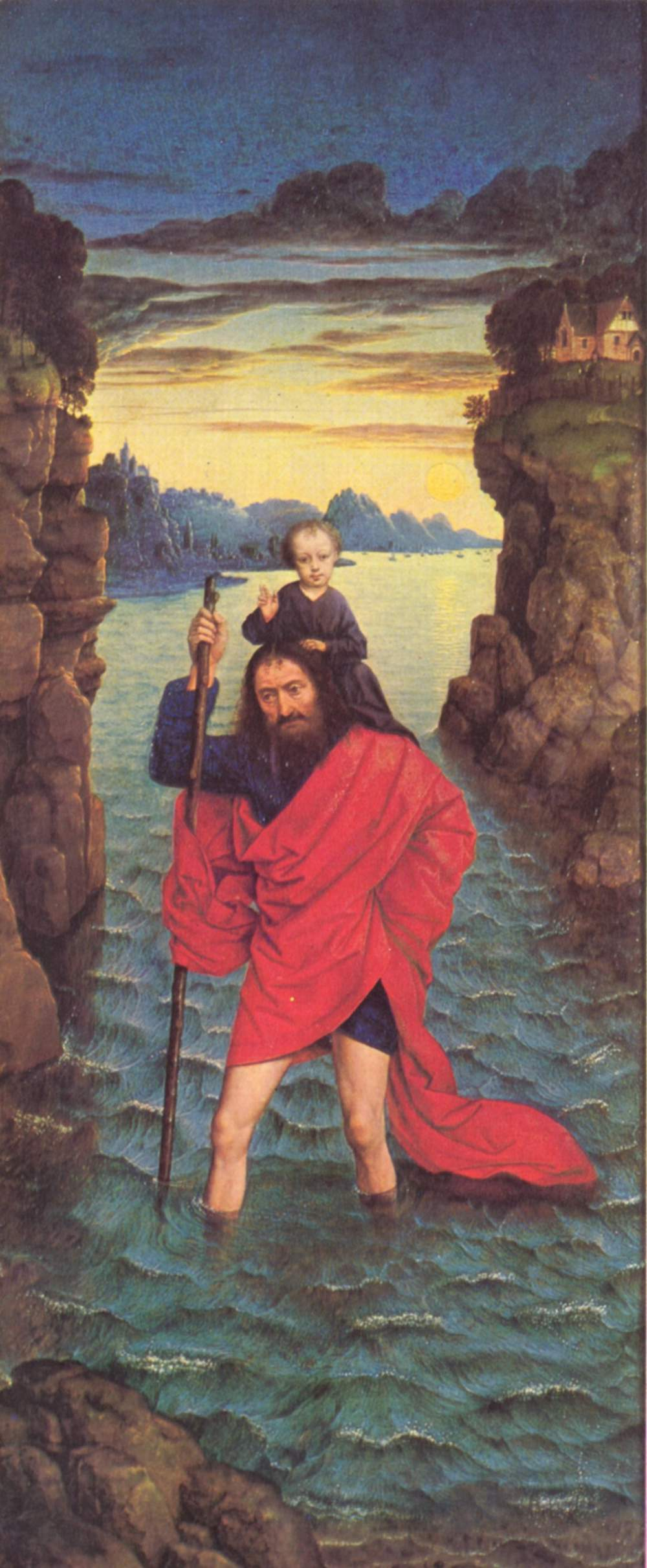
Святий Христофор

Христофор (від Христос та дав.-гр. φέρω — «несу») — християнське чоловіче ім'я, дослівно грецькою — ''той, хто несе Христа''. На Русь потрапило з християнством із Візантії. Використовувалося в основному як чернече, але тим не менше було достатньо частотним для виникнення прізвища Христофоров. Після Жовтневої революції повністю вийшло з ужитку.
- Святий Христофор (?—бл.251) — християнський святий-великомученик ІІІ століття. Патрон тих, хто в дорозі, — мандрівників, водіїв, моряків; заступник у важких життєвих ситуаціях.

## Написання імені Христофор різними мовами
- серб. Kristifor;
- башк., болг., рос., тадж., укр. Христофор;
- кат. Cristòfor,
- італ. Cristoforo;
- бавар. і нім. Christoph;
- фр. Christophe,
- англ. Christopher,
- чеськ. Kryštof,
- пол. Krzysztof ;
- грец. Χριστόφορος;
- груз. ქრისტეფორე;
- івр. כריסטופר;
- кит.: 克里斯托弗;
- кор. 크리스토퍼;
- там. கிறித்தோபர்;
- яп. クリストファ;